# 카사 피아 AC

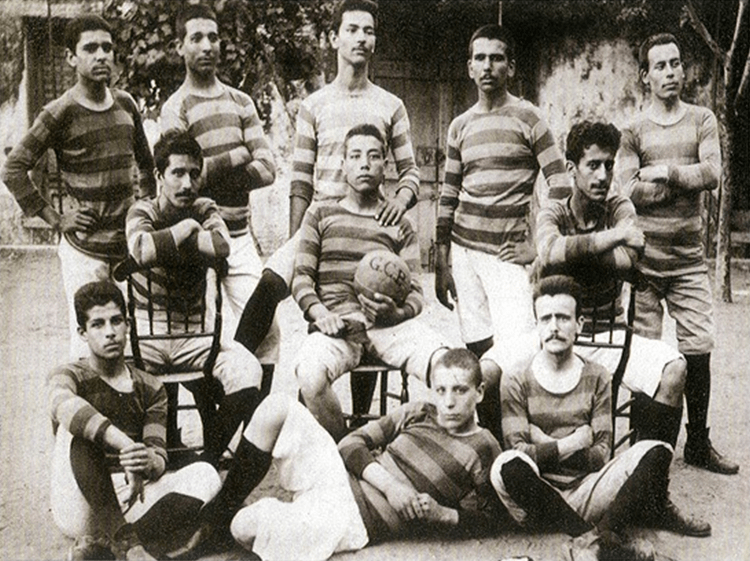
1980년대의 카시사 피아 선수들

카사 피아 AC(Casa Pia Atlético Clube)는 1920년에 창단된 포르투갈의 종합 스포츠 구단으로, 포르투갈 리스본을 연고지로 하며, 특히 프리메이라리가에 참가하는 프로 축구단이 가장 널리 알려져 있다. 구단 이름은 포르투갈의 어린이 자선 단체인 카사 피아(Casa Pia)의 이름을 따서 지어졌다.

## 선수 명단

### 현역
참고: FIFA 자격 규정에 따라 소속된 국가대표팀 국기를 표시합니다. 선수는 복수의 FIFA 비회원국 국적을 가지고 있을 수 있습니다.
| 번호 | 포지션 | 국적                  | 이름                 |
| ---- | ------ | --------------------- | -------------------- |
| 2    | DF     | 카메룬                | 듀플렉스 참바        |
| 8    | MF     | 베네수엘라            | 텔라스코 세고비아    |
| 12   | DF     |                       | 파헴 베나이사 야히아 |
| 16   | MF     | 앙골라                | 베니 무켄지          |
| 19   | DF     | 보스니아 헤르체고비나 | 네르민 졸로티치      |

| 번호 | 포지션 | 국적 | 이름              |
| ---- | ------ | ---- | ----------------- |
| 72   | DF     |      | 가이스카 라라사발 |
| 80   | MF     |      | 파블로 호베르투   |

## 역대 감독
| 감독        | 임기        |
| ----------- | ----------- |
| 후벵 아모링 | 2018 ~ 2019 |

틀:카사 피아 AC 선수 명단